# Le pouvoir ne se partage pas (téléfilm)
Pour l’article homonyme, voir Le pouvoir ne se partage pas.
Le pouvoir ne se partage pas est un documentaire-fiction retraçant les événements marquants de la deuxième cohabitation de la Cinquième république française entre le président François Mitterrand et le premier ministre Édouard Balladur. Diffusé le 5 mai 2013, le scénario est inspiré du livre homonyme Le pouvoir ne se partage pas écrit par Édouard Balladur.

## Synopsis
L'épisode débute avec les élections législatives de 1993 à l'issue desquelles la droite française sort victorieuse, forçant le président François Mitterrand à nommer un premier ministre de droite et ouvrant la porte à la cohabitation.
Parmi les éléments traités dans ce docufiction, notons:
- L'instauration d'un SMIC jeune (Contrat d'insertion professionnelle)
- La Prise d'otages du vol 8969 Air France à Marseille-Marignane
- Le débat sur les essais nucléaires et l'instauration d'un moratoire
- L'Opération Turquoise lors du génocide au Rwanda
- La campagne lors des élections présidentielles de 1995

## Fiche technique
- Directeur : Jérôme Korkikian
- Scénario : Claude Ardid, Édouard Balladur
- Format : Couleur
- Pays d’origine :  France
- Genre : Adaptation historique
- Durée : 90 minutes
- Dates de diffusion : le 20 mai 2013

## Distribution
- Didier Bezace : Édouard Balladur
- Laurent Claret : François Mitterrand
- Alain Duhamel : lui-même
- Édouard Balladur : lui-même
- Hubert Védrine : lui-même
- Arlette Chabot : lui-même
- Jean-Michel Aphatie : lui-même
- Jean-Marie Colombani : lui-même
- Patrick Poivre d'Arvor : lui-même